# アイビィーカンパニー
有限会社アイビィーカンパニー（英: IVY Company Ltd.）は、東京都世田谷区に所在する芸能プロダクションである。代表は所属タレントでもある荒井靖雄。

## 概要
所属タレントは併設のダンススクールであるアイビィーアートスクエアの生徒から、登録者であるためにダンス力が高い子供中心で構成されているのが特徴。テレビ番組からミュージカルまで幅広い活動を行っているが、近年はドラマおよび映画出演が増大している。
NHK教育テレビの子供番組「みんなの広場だ!わんパーク」が人気番組となり、GOダンサーの5人全員が所属していたことから一躍有名となった。後番組の「夢りんりん丸」のプチクルーも当事務所からメンバーを抜擢した。前2番組とは厳密にはタイプが異なるが、現在、子ども番組のレギュラー出演としてみんなDEどーもくん!のななみ'sが挙げられる。
ミュージカル「アニー」に2001年から8年連続で出演者を出すという大記録を達成した（その内にタイトルロールであるアニー役もひとり含まれる）。2009年度および2010年度の公演には出演者を出さなかったが、2011年に再びアニー役を出した。
2007年5月には劇団四季「ライオンキング」のジュニアキャストである、ヤングシンバ・ヤングナラに1週で同一事務所から3人キャスティングされるという記録も達成した。
2008年、新たにCIを制定し、公式サイトが全面リニューアルされた。
2009年から従来の活動に加え、ユニットOrangeHoop（後にLoop's、Drop'sと改称）にメンバーを7人輩出することにより、ライブアイドルに進出を果たす。2011年より渡辺和晃プロデュースのユニットusa☆usa少女倶楽部、ティーンズ☆ヘブンに参加し、メジャーデビューを念頭に置いた活動も始める。
タレント自身による情報発信に対して厳しい姿勢をとることで知られ、ミュージカル少女、ジュニアアイドルなどがブログを次々と開設するなか、当プロダクション所属の子供タレントには原則ブログ開設禁止の方針をとっていたが（このためかつては当プロダクションを脱退してからブログを開設するケースが多かった）、2008年秋頃より解禁に踏み切り、2011年7月現在4人がブログを開設している。また、Loop's、Drop's、usa☆usa少女倶楽部、ティーンズ☆ヘブンのメンバーであるタレントはユニットのメンバーブログにより情報を発信しているほか、GREEブログも別個に開設している。

## 主な所属タレント
2015年1月21日 (水) 09:17 (UTC)閲覧時点
- 近貞月乃

## かつて在籍したタレント
- 齋藤里佳子（現・DEAR KISS）
- 今井利奈[1]
- 川島想妃愛[2]
- 平井麗奈[3]
- 藤井ゆりあ[2]
- 與那覇結衣[4]
- きよこ[5]
- 西秋元喜[6]
- 福田舞[7]
- 武田めぐみ[8]
- 川島如恵留[9]
- 実近順次